# Затонська Олена Самійлівна
Оле́на Самі́йлівна Раскіна, у шлюбі Зато́нська — українська лікарка. Перша президент Всеукраїнської психоневрологічної академії. Репресована в ГУЛАГ.

## Біографія
Жила в Кам'янці-Подільському.
19 липня 1915 року одружилася з Володимиром Затонським. 2 липня 1922 року в Одесі народила сина Дмитра (став літературознавцем).
Працювала лікаркою в одній із київських клінік.
З 1927 року — інспекторка спеціальних видів медичної допомоги Народного комісаріату охорони здоров'я УРСР (НКОЗ УРСР), голова одонтологічної комісії Вченої медичної ради НКОЗ УРСР. З початку 1930 року була відповідальною редакторкою журналу «Одонтологія».
1932 року в Харкові на базі Українського науково-дослідного психоневрологічного інституту, Українського інституту клінічної психіатрії і соціальної психогігієни і психоневрологічного факультету медичного інституту було створено Всеукраїнську психоневрологічну академію (нині Інститут неврології, психіатрії і наркології Академії медичних наук України). Першою президенткою академії стала Олена Затонська.
У 1934—1937 роках працювала в Києві директоркою Українського науково-дослідного інституту травматології та ортопедії (нині Інститут травматології та ортопедії Академії медичних наук України).
Заарештована разом із чоловіком у листопаді 1937 року. Перебувала у таборі Темлаг. У таборі страждала на сухоти хребта, а після звільнення — на психічні розлади. Померла у психіатрічній кліниці. За свідченнями В. Г. Недовесової, що перебувала у таборі разом із Затонською, була освіченою людиною.

## Критика
На думку історика Миколи Аржанова, «вирішувала всі питання, що стосувались організації зуболікувальної і зуботехнічної допомоги... будучи для галузі чужою. Всі зітхнули з полегшенням, коли дружину наркома перекинули на посаду президента Всеукраїнської психоневрологічної академії». Протистояла школі харківського стоматолога Юхима Гофунга, вважаючи, що «в питанні стоматологічної освіти Україні доведеться піти шляхом Москви».